# Krasnoufimsk
Krasnoufimsk (russisch Красноуфимск) ist eine Stadt in der Oblast Swerdlowsk (Russland) mit 39.765 Einwohnern (Stand 14. Oktober 2010).

## Geografie
Die Stadt liegt an der Westflanke des Mittleren Urals, etwa 220 km westlich der Oblasthauptstadt Jekaterinburg am rechten Ufer der Ufa, einem rechten Nebenfluss der in die Kama mündenden Belaja.
Krasnoufimsk ist Zentrum eines gleichnamigen Stadtkreises.
Die Stadt liegt an der 1924 eröffneten Eisenbahnstrecke Kasan–Jekaterinburg (Streckenkilometer 1434 ab Moskau).

## Geschichte
Krasnoufimsk entstand 1736 als Festung (Ostrog) Krasnojarskaja, wurde in Folge auch Ufimskaja und  Krasnoufimskaja genannt, bis es schließlich 1781 unter dem heutigen Namen Stadtrecht erhielt.

### Bevölkerungsentwicklung
| Jahr | Einwohner |
| ---- | --------- |
| 1897 | 6.251     |
| 1926 | 11.700    |
| 1939 | 22.944    |
| 1959 | 37.312    |
| 1970 | 38.370    |
| 1979 | 41.246    |
| 1989 | 45.618    |
| 2002 | 43.595    |
| 2010 | 39.765    |

Anmerkung: Volkszählungsdaten (1926 gerundet)

## Kultur und Sehenswürdigkeiten
In Krasnoufimsk sind Gebäude aus dem 19. und beginnenden 20. Jahrhundert erhalten. Bereits seit 1912 gibt es ein Heimatmuseum.

## Wirtschaft
Hauptwirtschaftszweige sind Bauwirtschaft, holzverarbeitende und Lebensmittelindustrie.

## Bildergalerie

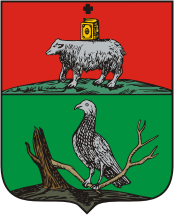
Ursprüngliches Stadtwappen (1783)
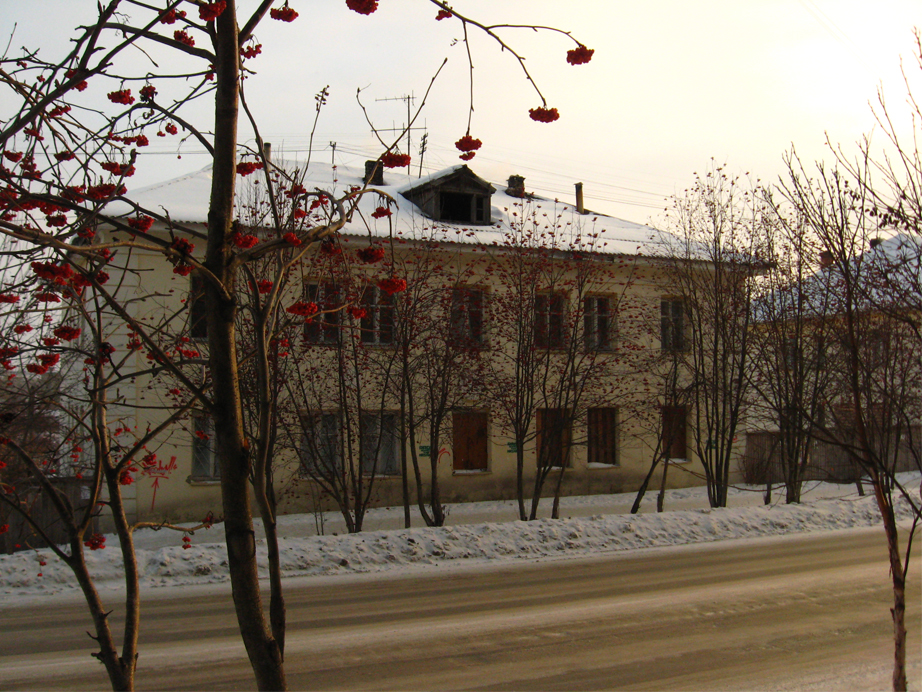
Sowetskaja-Straße in Krasnoufimsk (2008)
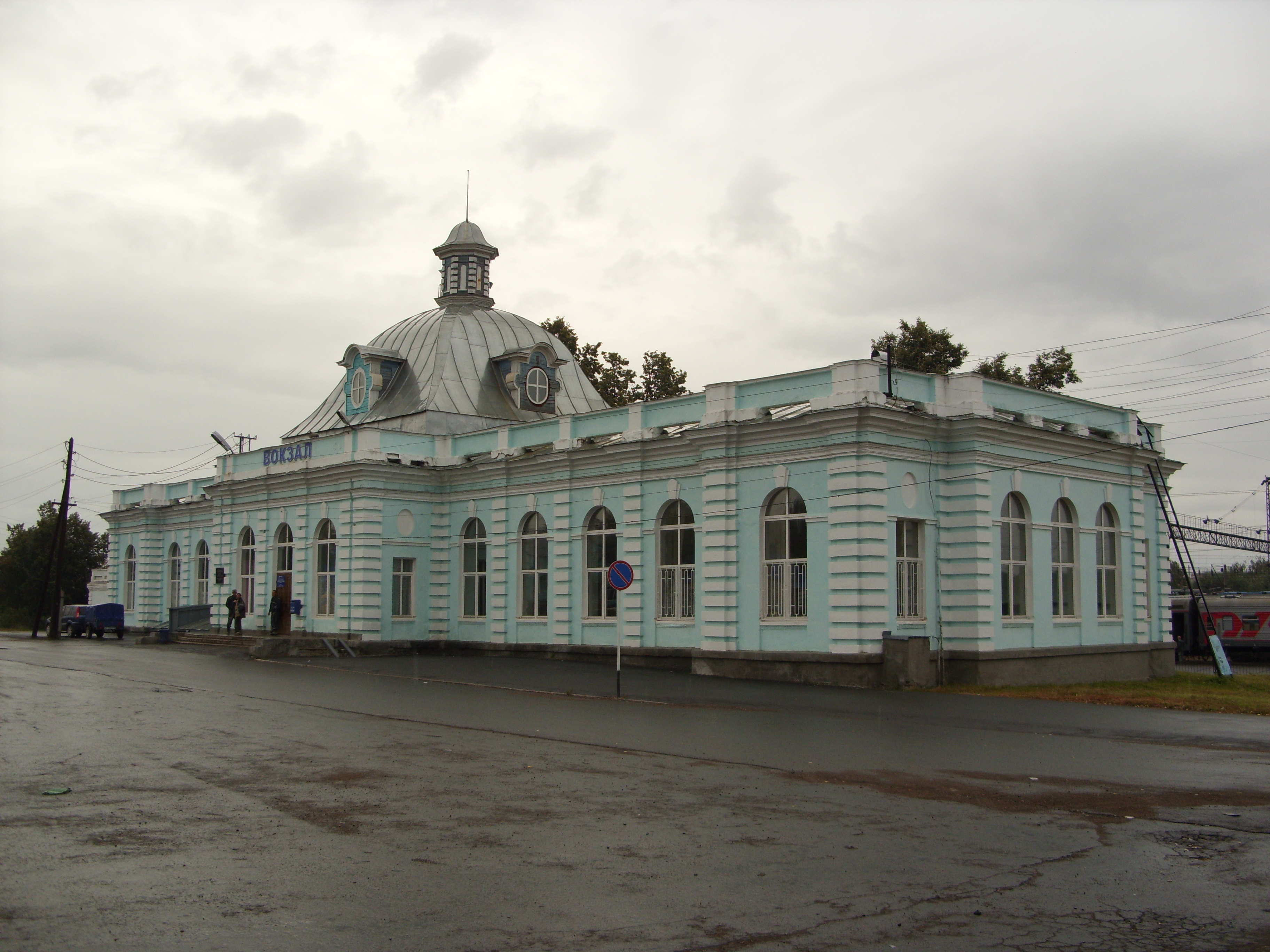
Bahnhof in Krasnoufimsk (2011)

## Söhne und Töchter der Stadt
- Kristina Smirnowa (* 1991), Biathletin und Skilangläuferin
- Olga Wladimirowna Karapetjan (1958–2010), sowjetisch-russische Architektin und Stadtplanerin